# Michael Vick
Michael Dwayne Vick (Newport News, 26 giugno 1980) è un ex giocatore di football americano statunitense che ha militato nel ruolo di quarterback nella National Football League (NFL). Fu la prima scelta assoluta del Draft NFL 2001 da parte degli Atlanta Falcons. Al college ha giocato a football a Virginia Tech.

## Carriera universitaria
Dopo un inizio promettente alle elementari come giocatore dapprima di baseball e poi di basket, ha scelto di giocare a football americano durante il liceo, quando la madre gli ha consigliato di frequentare un'attività extra-curricolare per combattere le crisi adolescenziali che lo avevano portato a numerosi scontri con i suoi insegnanti.
Terminato il liceo, nel 1999 si è iscritto alla Virginia Tech University, dove si è messo subito in luce, mettendo a segno tre touchdown su corsa in un solo quarto di gioco al suo esordio; in quella stessa partita, dopo il terzo quarto si è infortunato alla caviglia ed è stato costretto a uscire dal campo e a saltare la partita successiva. Quella stagione ha portato la sua squadra al Sugar Bowl, dove, nonostante la sconfitta contro la squadra della Florida State University, Vick si è messo in luce, rimontando 21 punti di distacco e guadagnando un breve vantaggio.
Ha dominato la classifica NCAA nel passer rating, stabilendo il record assoluto per una matricola (180,4) e piazzandosi al secondo posto nella relativa classifica di tutti i tempi. Vick è stato inoltre premiato come miglior giocatore universitario della nazione ed è giunto terzo nelle votazioni per il vincitore dell'Heisman Trophy.
Nonostante non giocasse a baseball da 7 anni, nel giugno 2000 è stato scelto nel draft della MLB dai Colorado Rockies, unicamente per le sue doti atletiche. Vick ha rifiutato la convocazione e, nonostante una brutta distorsione alla caviglia, ha disputato un'altra stagione significativa, alla fine della quale ha deciso di dichiararsi per il draft della National Football League.

## Carriera professionistica

### Atlanta Falcons

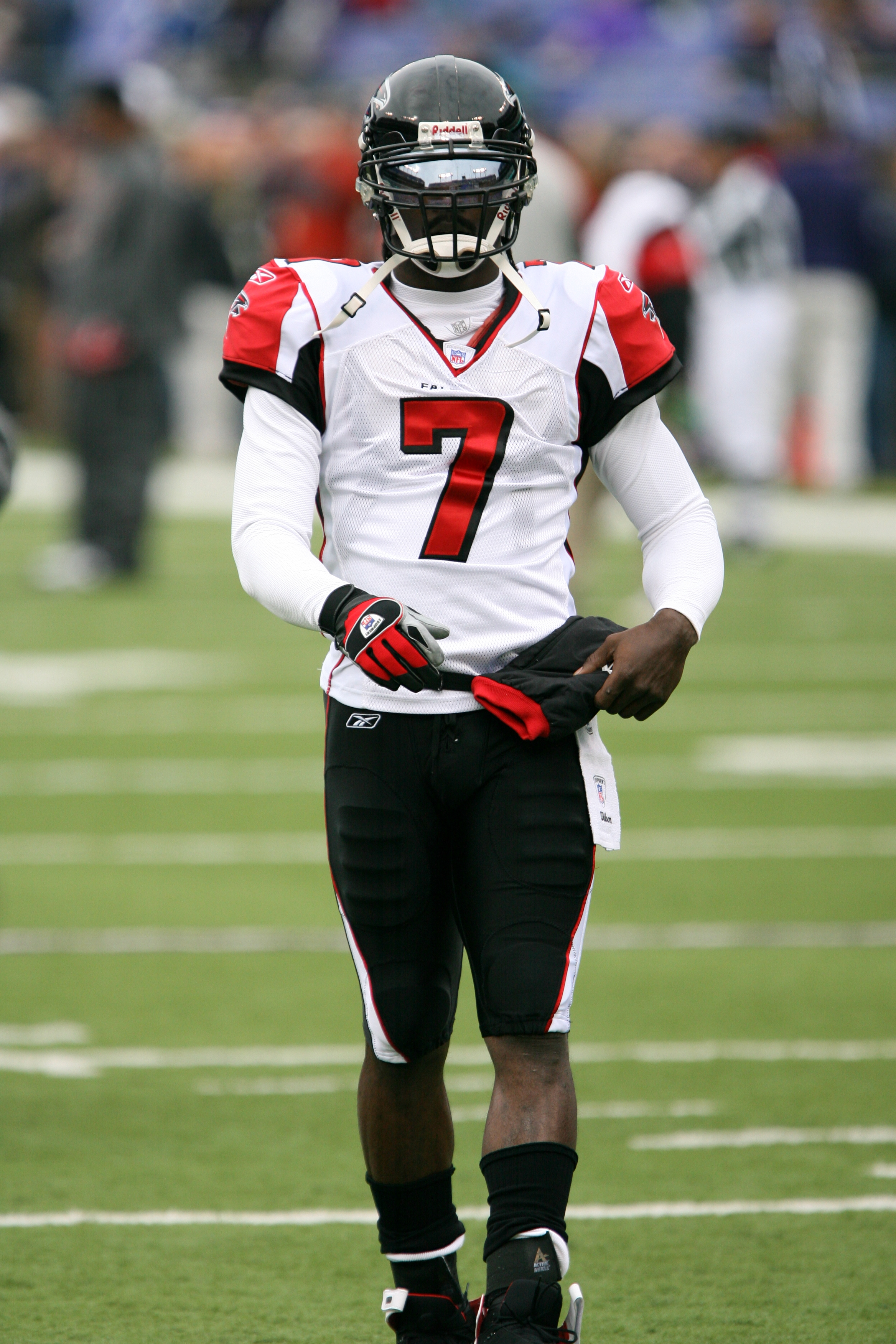
Vick con la maglia dei Falcons nel novembre 2006.

Al draft NFL 2001 è stato selezionato come prima scelta assoluta dai Falcons. Ha debuttato nella NFL il 9 settembre 2001 contro i San Francisco 49ers indossando la maglia numero 7. Il 4 gennaio 2003 ha trascinato i Falcons verso una vittoria per 27 a 7 contro i Green Bay Packers, ampiamente favoriti, nei play-off della National Football Conference (NFC) al Lambeau Field, ponendo fine alla loro striscia di vittorie consecutive.
Durante un match di pre-stagione contro i Baltimore Ravens nell'estate del 2003, Vick si è rotto il perone ed è stato costretto a saltare buona parte della stagione regolare. Nel 2004 ha contribuito significativamente alla stagione dei Falcons con 11 vittorie e 5 sconfitte, che hanno permesso ai Falcons di qualificarsi direttamente al secondo turno dei play-off per la terza volta nella loro storia. La stagione è finita con la sconfitta contro i Philadelphia Eagles nella finale della NFC.

### Scandalo del combattimento tra cani
Il 25 aprile 2007, durante una perquisizione in una casa di proprietà di Vick nella Virginia sudorientale, la polizia ha scoperto che in quella casa venivano organizzati combattimenti clandestini tra cani. Nel mese di luglio dello stesso anno, il giocatore dei Falcons, insieme ad altre tre persone, è stato accusato dal governo federale di aver finanziato i combattimenti, di aver partecipato direttamente all'organizzazione clandestina e all'uccisione di alcuni cani e di aver gestito personalmente il traffico di denaro relativo alle scommesse relative ai medesimi. Il 24 agosto 2007 Vick decide di patteggiare la pena, dichiarandosi colpevole di aver organizzato un giro di combattimenti illegali tra cani non limitato alla sola Virginia, di essere il maggior finanziatore dell'organizzazione, di aver partecipato direttamente a diversi combattimenti, di aver ricevuto parte dei ricavi da essi derivanti e di aver saputo che alcuni dei suoi colleghi uccidevano i cani meno performanti. Ha invece negato di aver scommesso in prima persona sui combattimenti e di aver ucciso personalmente qualche animale.
Il 27 agosto 2007 il giudice distrettuale Henry J. Hudson ha accettato il patteggiamento di Vick, il quale rischia una pena massima di 5 anni di carcere, 3 anni di libertà vigilata e una multa di 200 000 dollari; visto l'atteggiamento collaborativo di Vick, il pubblico ministero ha chiesto al giudice una condanna compresa tra 12 e 18 mesi di detenzione. A seguito di ciò, Roger Goodell, commissioner della NFL, ha sospeso Vick a tempo indeterminato, pur lasciandogli aperto uno spiraglio la cui grandezza dipende da come e quanto il giocatore collaborerà con la giustizia federale e statale.
L'11 dicembre 2007 è stato condannato dal giudice Hudson a 23 mesi di carcere; i 5 mesi aggiuntivi rispetto alla pena massima prevista gli sono stati inflitti "per aver mentito ad autorità federali". Infatti, in un interrogatorio avvenuto nel mese di ottobre, Vick ha confessato di aver preso parte all'uccisione di alcuni cani ritenuti "non adatti a combattere", mentre nelle sue precedenti confessioni aveva sempre negato ogni responsabilità diretta riguardo a questo specifico capo d'imputazione.

### Il ritorno nella NFL coi Philadelphia Eagles

#### Stagione 2009
Dopo più di un anno di stop, quando oramai nessuna squadra professionistica sembrava volergli offrire una nuova chance, i Philadelphia Eagles firmano il giocatore per un contratto valido fino al febbraio del 2010. Vick passa la stagione 2009 in sordina, alle spalle di Donovan McNabb e Kevin Kolb, giocando 12 partite di cui una sola partendo da titolare, completando solamente 6 lanci.

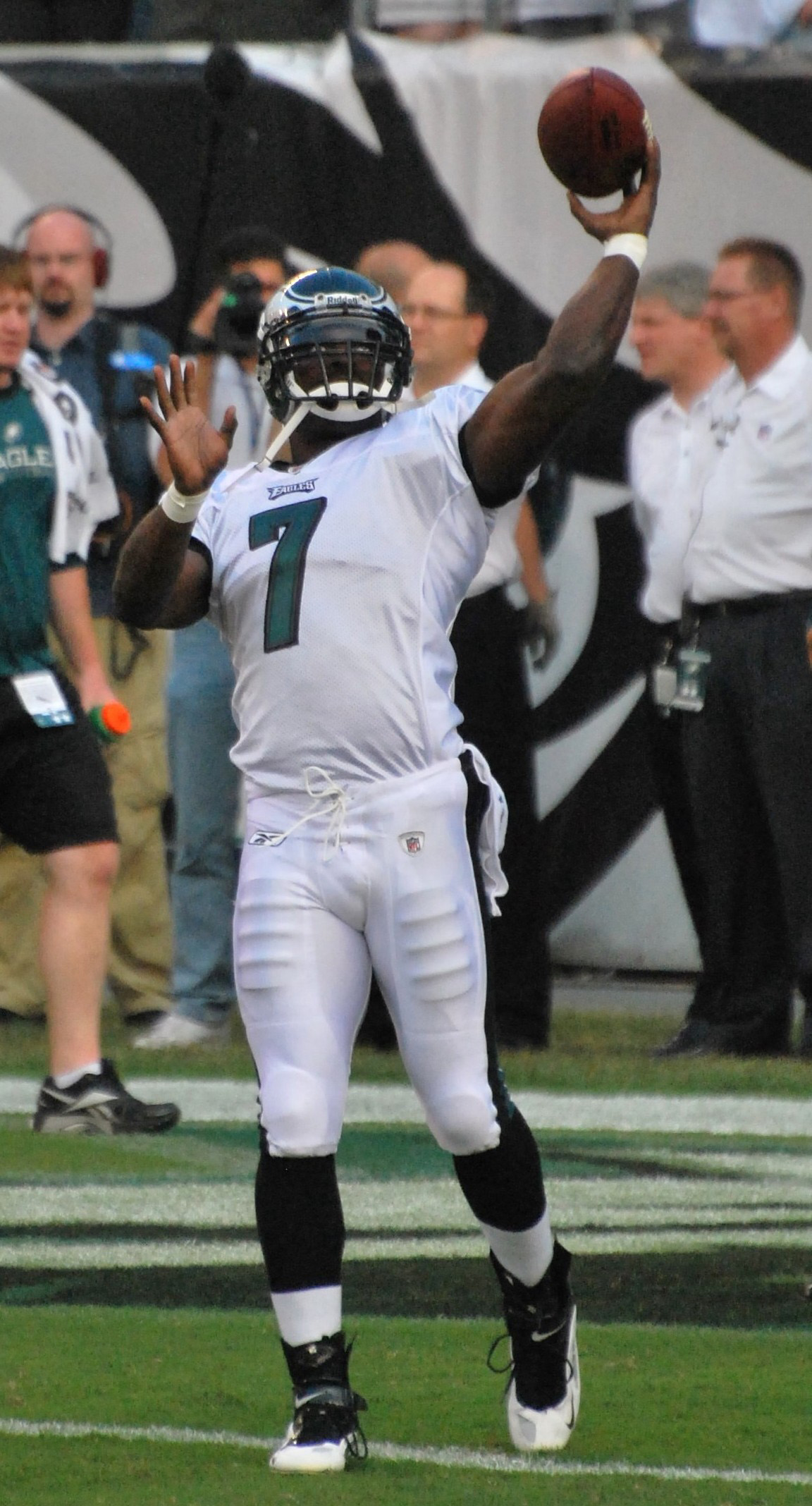
Vick nel settembre 2009.

#### Stagione 2010
Nella stagione 2010 Vick si riscatta. Dopo che McNabb viene ceduto, la franchigia di Philadelphia sceglie inizialmente Kolb come quarterback titolare, ponendo Vick alle sue spalle. Ma un infortunio a Kolb durante la prima partita della stagione, e le successive ottime prestazioni di Vick nelle prime partite portano l'allenatore Andy Reid a sceglierlo come titolare.
Nel primo match, contro i Packers, gli Eagles non riescono a vincere, perdendo 20-27 in casa, ma Vick si rende protagonista di una buona prestazione, subentrando all'infortunato Kolb recuperando uno svantaggio di 17 punti in circa un quarto di gioco.
Nella seconda partita, gli Eagles vincono di misura per 35-32 a Detroit, contro i Lions che per poco non sfiorano la clamorosa rimonta. Ancora Vick si rende protagonista con un'ottima prestazione, capace di mandare in touchdown i suoi migliori wide receivers, Jackson e Maclin.
La vittoria per 28-3 sui Jaguars è una chiara dimostrazione dell'esplosivo attacco degli Eagles, guidato ancora da un Vick capace di andare lui stesso in touchdown dopo una corsa da circa 20 yard.
Vick ritorna alla grande, portando la sua squadra verso una difficile vittoria in un soffertissimo 26-24 e mettendo a referto un touchdown personale. Nella penultima partita della stagione regolare, Vick si infortuna contro i Vikings e gli Eagles perdono per 14-24. Tuttavia, la sconfitta dei Giants con i Bears garantisce agli Eagles la vittoria nel girone e il terzo posto nella NFC.
Si ripetono tuttavia contro i Cowboys la settimana successiva, perdendo 13-14 e mostrando un pessimo Kolb, facendosi intercettare 3 volte e completando solo la metà dei 36 passaggi tentati.

#### Stagione 2011
Il 15 febbraio 2011 è stato designato come franchise tag, venendo così tolto subito dal mercato dei free agent. Il 2 marzo 2011 ha firmato per un anno. Il 29 agosto il contratto viene esteso a 6 anni per un totale di 100 milioni di dollari di cui 40 milioni garantiti.
Nella stagione 2011, Vick gioca 13 partite tutte da titolare, passando oltre 3.300 yard ma peggiorando nettamente il suo passer rating rispetto all'annata precedente, soprattutto a causa dei 14 intercetti lanciati contro i 6 dell'anno precedente. Dopo una partenza negativa, gli Eagles disputano una buona seconda parte di stagione, finendo come una delle squadre più in forma della stagione. Ciò non è stato però sufficiente per raggiungere un posto nei playoff.
A fine stagione Vick viene votato al 70º posto nella NFL Top 100, l'annuale classifica dei migliori cento giocatori della stagione.

#### Stagione 2012
Nella prima gara della stagione, vinta per un soffio contro i Cleveland Browns, Vick ha faticato per tutta la partita lanciando 2 touchdown e ben 4 intercetti, concludendo con 29 passaggi tentati su 56 tentativi per 317 yard. Nel turno successivo, gli Eagles hanno vinto contro i Baltimore Ravens: Michael ha subito altri due intercetti ma per la seconda gara consecutiva è stato decisivo nell'ultimo drive segnando su corsa il touchdown della vittoria.
Nella settimana 4 gli Eagles si sono portati su un record di 3-1 vincendo l'ottava partita negli ultimi nove incontri disputati contro i Giants. Vick ha passato 241 yard e un touchdown. Nel turno successivo Vick e gli Eagles hanno perso la seconda gara stagionale contro gli Steelers col quartertback che ha passato 175 yard e 2 touchdown ma commettendo 2 fumble. Nelle settimana 6 è giunta la seconda sconfitta consecutiva per gli Eagles ai supplementari con i Lions in cui Vick ha lanciato 311 yard con 2 touchdown e 2 intercetti.
Nella settimana 10 Vick ha subito una commozione cerebrale nella partita contro i Dallas Cowboys, venendo sostituito da Nick Foles, che è partito titolare anche nella gara successiva contro i Redskins. Foles ha conservato il posto di quarterback degli Eagles fino alla penultima gara della stagione regolare in cui si è fratturato una mano. Vick è tornato quindi a partire dall'inizio nell'ultima gara rimanente, persa in maniera nettissima contro i Giants, con il quarterback che ha passato 197 yard, un touchdown e un intercetto.

#### Stagione 2013
Il 20 agosto 2013, il nuovo allenatore degli Eagles Chip Kelly ha annunciato che Vick sarebbe stato il quarterback titolare della franchigia per l'imminente stagione contro i Redskins. Il quarterback si è trovato immediatamente a suo agio nel nuovo attacco basato sulla velocità di esecuzione di Kelly, passando 203 yard, 2 touchdown e segnandone un altro su corsa nella netta vittoria su Washington. La settimana successiva, Vick ha stabilito un nuovo primato personale passando 428 yard contro i Chargers, con due touchdown e un terzo su corsa. La sua ottima prestazione è stata però vanificata da una cattiva prova della difesa e la sua squadra è stata sconfitta da San Diego.
Nella gara seguente, né Vick né la squadra hanno giocato bene nella sconfitta coi Chiefs, col quarterback che ha passato 1 touchdown e subito 2 intercetti, completando solo 13 passaggi su 30 tentativi. Nella settimana 5 contro i Giants, Vick è stato costretto ad uscire nel secondo quarto per infortunio, venendo sostituito da Nick Foles che ha guidato la squadra alla vittoria, interrompendo una striscia di 3 sconfitte consecutive. Dopo aver saltato le due gare successive per l'infortunio al tendine del ginocchio, Michael è tornato a partire come titolare nella settimana 8, salvo uscire poco l'inizio della sfida per un riacutizzarsi dello stesso infortunio al ginocchio. Successivamente, anche dopo il rientro in squadra di Vick, Foles si è guadagnato definitivamente il ruolo di titolare, riportando gli Eagles ai playoff.

### New York Jets
Il 21 marzo 2014, Vick ha firmato come free agent con i New York Jets un contratto annuale del valore di 5 milioni di dollari. Con la nuova squadra, Vick è passato dal familiare numero 7, già indossato da Geno Smith, prima al numero 8, in onore di Steve Young e poi definitivamente al numero 1. Prima dell'inizio della stagione regolare, Smith è stato confermato titolare dall'allenatore dei Jets Rex Ryan, assegnando a Vick il ruolo di sua riserva. Dopo tre sconfitte consecutive, Vick è subentrato all'inefficace Smith nel secondo tempo della gara della settimana 5 contro i Chargers apparendo però arrugginito e non facendo molto meglio del compagno, coi Jets che sono stati sconfitti 31-0.
Successivamente Smith è stato confermato titolare nelle tre settimane seguenti finché, dopo avere lanciato tre intercetti nella gara della settimana 8 contro i Bills, Vick lo ha sostituito, subendo però anch'egli un intercetto e perdendo due fumble nella netta sconfitta. Malgrado ciò, Michael è stato annunciato come titolare per la prima volta nella settimana 9 contro i Chiefs, in cui ha passato 196 yard e un touchdown, mentre la sua squadra ha perso la ottava gara consecutiva. La serie negativa si è interrotta sette giorni dopo battendo una squadra in forma come gli Steelers in cui ha passato 2 touchdown e con 32 yard corse e diventando il primo quarterback della storia a correre 6.000 yard in carriera. Dopo la settimana di pausa, Vick, in seguito a un primo tempo difficoltoso, Vick è stato sostituito nel terzo quarto da Smith, nella gara persa nettamente per 38-3 coi Bills del Monday Night. Due giorni dopo, Smith è tornato ad essere nominato titolare. A fine anno, Vick è stato svincolato.

### Pittsburgh Steelers
Il 26 agosto 2015, Vick ha firmato un contratto annuale con i Pittsburgh Steelers. È entrato per la prima volta in campo con la nuova maglia quando ha rilevato l'infortunato Ben Roethlisberger nel terzo turno, completando 5 passaggi su 6 e portando la squadra alla vittoria sui Rams. Partito come titolare nel turno successivo, ha completato 19 passaggi su 26 per 124 yard e un touchdown, ma gli Steelers sono stati superati ai supplementari dai Ravens, in una sconfitta definita dal quarterback come "una delle più dolorose della sua carriera". Nella gara della settimana 6 si è infortunato, uscendo dal campo e perdendo anche la successiva.
Dopo essere rimasto senza squadra per tutta la stagione 2016, il 3 febbraio 2017 Vick ha annunciato ufficialmente il proprio ritiro.

## Palmarès
- Convocazioni al Pro Bowl: 4

2002, 2004, 2005, 2010
- NFL Comeback Player dell'anno: 1

2010
- Quarterback della settimana: 3

7ª del 2006, 3ª e 10ª settimana del 2010
- Ed Block Courage Award: 1

2009

## Statistiche

### Stagione regolare
| Anno   | Squadra | P   | PT  | Passaggi | Passaggi | Passaggi | Passaggi | Passaggi | Passaggi | Passaggi | Passaggi | Corse | Corse | Corse | Corse | Sack | Sack  | Fumble | Fumble |
| Anno   | Squadra | P   | PT  | Ten      | Comp     | %        | Yard     | Y/T      | TD       | Int      | Rat      | Ten   | Yard  | Media | TD    | Sack | Y P   | Fum    | FumP   |
| ------ | ------- | --- | --- | -------- | -------- | -------- | -------- | -------- | -------- | -------- | -------- | ----- | ----- | ----- | ----- | ---- | ----- | ------ | ------ |
| 2001   | ATL     | 8   | 2   | 113      | 50       | 44,2     | 785      | 6,9      | 2        | 3        | 62,7     | 31    | 289   | 9,3   | 1     | 21   | 113   | 6      | 5      |
| 2002   | ATL     | 15  | 15  | 421      | 231      | 54,9     | 2936     | 7,0      | 16       | 8        | 81,6     | 113   | 777   | 6,9   | 8     | 33   | 206   | 9      | 6      |
| 2003   | ATL     | 5   | 4   | 100      | 50       | 50,0     | 585      | 5,9      | 4        | 3        | 69,0     | 40    | 255   | 6,4   | 1     | 9    | 64    | 4      | 1      |
| 2004   | ATL     | 15  | 15  | 321      | 181      | 56,4     | 2313     | 7,2      | 14       | 12       | 78,1     | 120   | 902   | 7,5   | 3     | 46   | 266   | 16     | 7      |
| 2005   | ATL     | 15  | 15  | 387      | 214      | 55,3     | 2412     | 6,2      | 15       | 13       | 73,1     | 102   | 597   | 5,9   | 6     | 33   | 201   | 11     | 5      |
| 2006   | ATL     | 16  | 16  | 388      | 204      | 52,6     | 2474     | 6,4      | 20       | 13       | 75,7     | 123   | 1039  | 8,4   | 2     | 45   | 303   | 9      | 3      |
| 2007   | —       | —   | —   | —        | —        | —        | —        | —        | —        | —        | —        | —     | —     | —     | —     | —    | —     | —      | —      |
| 2008   | —       | —   | —   | —        | —        | —        | —        | —        | —        | —        | —        | —     | —     | —     | —     | —    | —     | —      | —      |
| 2009   | PHL     | 12  | 1   | 13       | 6        | 46,2     | 86       | 6,6      | 1        | 0        | 93,8     | 24    | 95    | 4,0   | 2     | 0    | 0     | 0      | 0      |
| 2010   | PHL     | 12  | 12  | 372      | 233      | 62,6     | 3018     | 8,1      | 21       | 6        | 100,2    | 100   | 676   | 6,8   | 9     | 34   | 210   | 11     | 3      |
| 2011   | PHL     | 13  | 13  | 423      | 253      | 59,8     | 3303     | 7,8      | 18       | 14       | 84,9     | 76    | 589   | 7,8   | 1     | 23   | 126   | 10     | 4      |
| 2012   | PHL     | 10  | 10  | 351      | 204      | 58.1     | 2,362    | 6.7      | 12       | 10       | 78.1     | 62    | 331   | 5.4   | 1     | 28   | 153   | 11     | 5      |
| 2013   | PHL     | 7   | 6   | 141      | 77       | 54.6     | 1,215    | 8.6      | 5        | 3        | 86.5     | 36    | 306   | 8.5   | 2     | 15   | 199   | 4      | 2      |
| 2014   | NYJ     | 10  | 3   | 121      | 64       | 52.9     | 604      | 5.0      | 3        | 2        | 68.3     | 26    | 153   | 5.9   | 0     | 19   | 85    | 5      | 2      |
| Totale | Totale  | 138 | 106 | 3,151    | 1,767    | 56.1     | 22,093   | 7.0      | 131      | 87       | 80.4     | 853   | 6,010 | 7.0   | 36    | 306  | 1,826 | 96     | 43     |

### Playoff
| Anno   | Squadra | P | PT | Passaggi | Passaggi | Passaggi | Passaggi | Passaggi | Passaggi | Passaggi | Passaggi | Corse | Corse | Corse | Corse |
| Anno   | Squadra | P | PT | Ten      | Comp     | %        | Yds      | Y/T      | TD       | Int      | Rat      | Ten   | Yard  | Media | TD    |
| ------ | ------- | - | -- | -------- | -------- | -------- | -------- | -------- | -------- | -------- | -------- | ----- | ----- | ----- | ----- |
| 2002   | ATL     | 2 | 2  | 63       | 35       | 55,6     | 391      | 6,2      | 1        | 1        | 72,9     | 14    | 88    | 6,3   | 0     |
| 2004   | ATL     | 2 | 2  | 40       | 23       | 57,5     | 218      | 5,5      | 2        | 1        | 79,0     | 12    | 145   | 12,1  | 0     |
| 2009   | PHL     | 1 | 0  | 2        | 1        | 50,0     | 76       | 38,0     | 1        | 0        | 135,4    | 1     | 0     | 0     | 0     |
| 2010   | PHL     | 1 | 1  | 36       | 20       | 55,6     | 292      | 8,1      | 1        | 1        | 79,9     | 8     | 32    | 4,0   | 1     |
| Totale | Totale  | 6 | 5  | 141      | 89       | 54,2     | 977      | 6,6      | 5        | 3        | 91,8     | 35    | 265   | 9,0   | 1     |